# British Institute of Florence

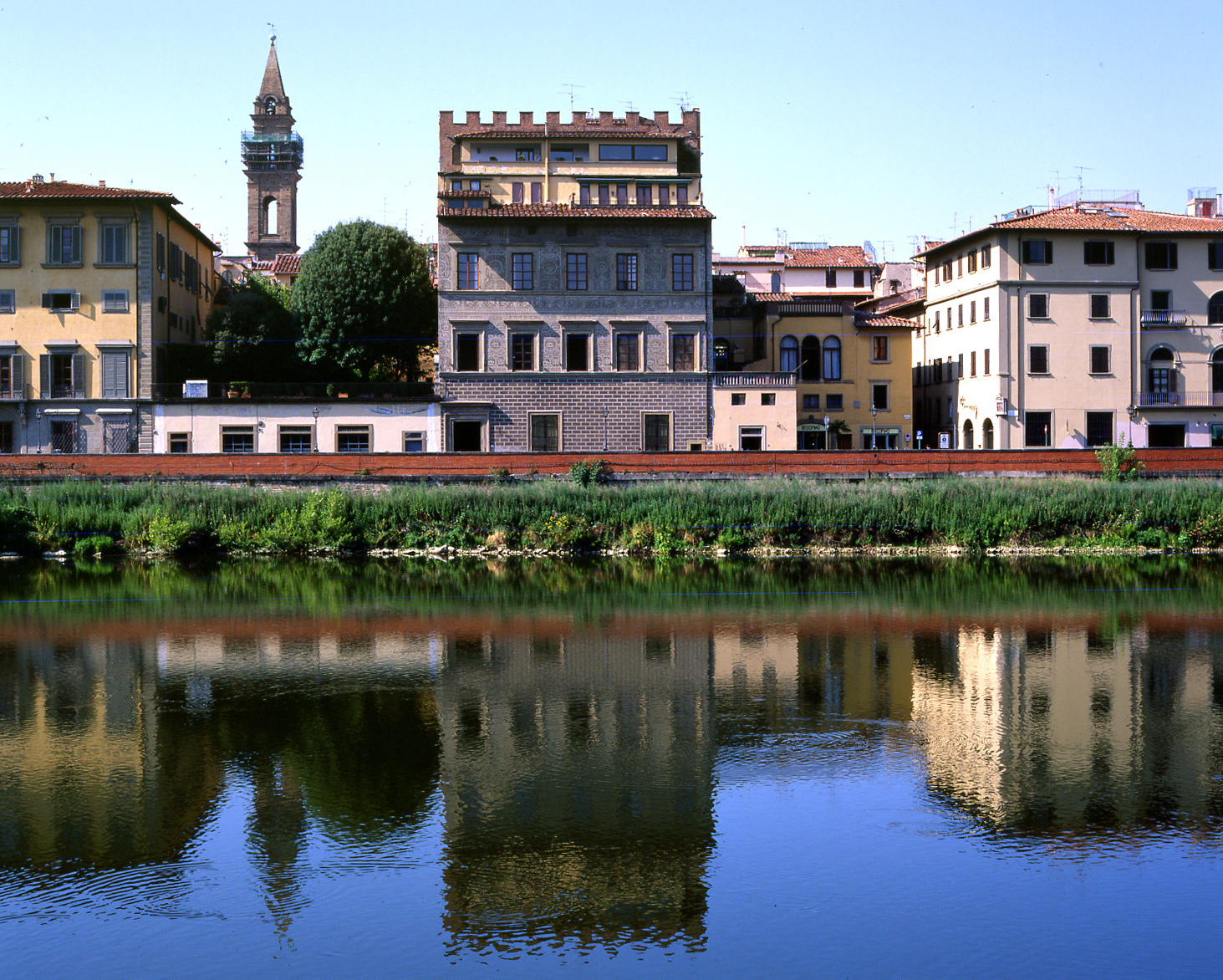
British Institute of Florence - Palazzo Lanfredini

Il British Institute of Florence – detto anticamente anche Istituto Britannico - è un istituto culturale fondato nel 1917 a Firenze con lo scopo di promuovere le relazioni culturali anglo-italiane attraverso l'insegnamento della lingua inglese, dell'Italiano, della storia dell'arte e attraverso l'istituzione e il mantenimento di una Biblioteca di libri in inglese inerenti alla letteratura italiana e inglese, all'arte, alla storia e alla musica. È l'istituto culturale britannico più antico al di fuori delle isole britanniche.

## Storia

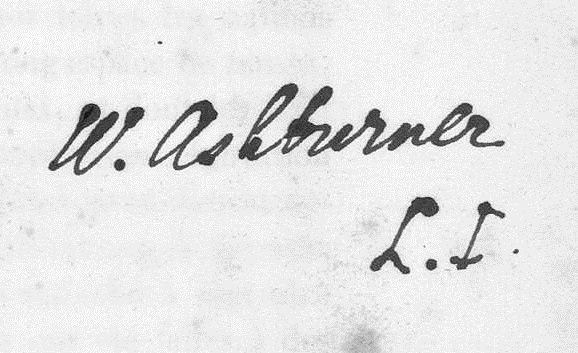
L'autografo di Walter Ashburner. Fondazione BEIC

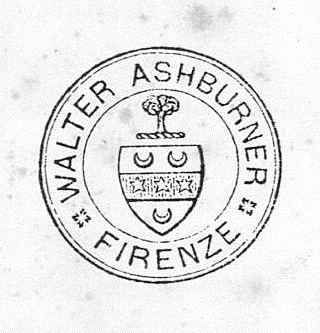
Timbro presente su alcuni libri posseduti da Walter Ashburner. Fondazione BEIC

L'Istituto venne costituito nel 1917, verso la fine della prima guerra mondiale, da un gruppo di studiosi anglo-italiani, intellettuali e figure pubbliche che intendevano anteporsi alla propaganda anti-britannica. Le prime discussioni sulla fondazione di un istituto come questo, e sul modello dell'Institut français de Florence (fondato nel 1907), iniziarono già poco prima dello scoppio della guerra.
Tra coloro che facevano parte del British Institute ai primi tempi della sua costituzione possiamo menzionare Walter Ashburner, Guido Biagi, Guido Ferrando, Edward Hutton, Carlo Placci, Angelo Orvieto, Gaetano Salvemini, Aldo Sorani, G.M. e Janet Trevelyan, Herbert Trench e Lina Waterfield (nata Duff Gordon). L'Istituto fu ufficialmente aperto nel giugno del 1918 dall'ambasciatore Sir Rennell Rodd.
Nel 1923, con l'assistenza di Rodd e con il fondamentale aiuto di Janet Trevelyan, l'Istituto potrà avvalersi di una Royal Charter (equiparabile a un regio decreto-legge), concesso e firmato dal Re Giorgio V. Tra i firmatari della petizione per il Royal Charter c'erano C.W. Maclean, R.S. Conway, professore di latino all'Università di Manchester, Arthur Acton, padre di Harold Acton, R.S. Spranger, il poeta irlandese Herbert Trench. In base a quanto si legge nel decreto reale, gli scopi dell'Istituto comprendevano “la promozione dello studio in Italia della lingua Inglese, della letteratura, dell'arte, della storia, della filosofia e delle sue Istituzioni”; “la formazione e il mantenimento a Firenze di una Biblioteca Generale di libri sulla cultura inglese e italiana”; e “la promozione di una buona comprensione tra persone che parlano italiano e quelle che parlano inglese, provvedendo a creare opportunità per gli intellettuali e scambi sociali; e, a ciò legato, la creazione di opportunità per studenti che parlano inglese di studiare la lingua Italiana, la letteratura, l'arte, la storia, la filosofia e le sue Istituzioni”.
L'Istituto ha occupato diverse sedi (compresa la magnifica Loggia Rucellai, dove si sposò la sorella di Lorenzo de' Medici, nel 1460) prima di sistemarsi nel Palazzo Antinori a partire dal 1923. La Biblioteca e le aule trovarono sistemazione in questo elegante, ma austero, edificio fino al 1966.

### Visite reali
La Principessa Margaret visitò l'Istituto nel 1972, in occasione della mostra di Henry Moore al Forte Belvedere di Firenze. Helen, ex Regina di Romania, fu presente a numerose conferenze e concerti negli anni ‘70. Il Principe e la Principessa di Galles visitarono la Scuola e la Biblioteca nel 1985, dopo che il Principe Carlo accettò di patrocinare l'Istituto (assieme allo statista Giovanni Spadolini). Il Principe Carlo vi ritornò anche nel 2002. La sua co-patrona è al momento la signora Wanda Ferragamo. Catherine, duchessa di Cambridge (Catherine, detta Kate, Middleton) impiegò parte del suo anno sabbatico presso l'Istituto, nel 2000. Il 31 marzo 2017 visiteranno l'istituto il Principe del Galles Carlo e sua moglie la Duchessa di Cornovaglia Camilla.

### Direttori
I primi tre direttori non percepivano stipendio, perciò erano considerati come Presidenti Onorari:
| Ordine | Nome                                     | Data in carica |
| ------ | ---------------------------------------- | -------------- |
| 1      | Arthur F. Spender                        | 1917–1922      |
| 2      | Harold Goad                              | 1922–1939      |
| 3      | John Francis Toye                        | 1939–1958      |
| 4      | Ian Greenlees                            | 1958–1981      |
| 5      | David Rundle                             | 1981–1987      |
| 6      | Frank Woodhouse                          | 1987–1997      |
| 7      | Christine Wilding                        | 1997–2003      |
| 8      | Vanessa Hall-Smith                       | 2004-2011      |
| 9      | Sara Milne                               | 2011-2012      |
| 10     | Moira MacFarlane (direttrice ad interim) | 2012-2013      |
| 11     | Julia Race                               | 2013-2018      |
| 12     | Simon J. Gammell OBE                     | 2018-          |

La predilezione di Harold Goad per la politica di Benito Mussolini danneggiò la reputazione dell'Istituto negli anni trenta (Goad scrisse diverse apologie del Fascismo e del Corporativismo). La sua reputazione venne comunque ripristinata sotto la guida del musicologo Francis Toye, che fortunosamente ritrovò praticamente intatta dopo la seconda guerra mondiale: questo grazie allo zelo della bibliotecaria Giulietta Fermi e alla protezione accordata dal Consolato svizzero.
Nel 1958 Toye venne sostituito da Ian Greenlees, che aveva precedentemente lavorato presso il British Council di Roma e aveva molti contatti con la Sinistra italiana, contatti che risalivano alla sua esperienza a Radio Bari al tempo della guerra, che fondò per diffondere la propaganda Alleata. Il suo ritratto in uniforme di Maggiore dell'esercito britannico fu realizzato dal suo amico Renato Guttuso. Greenlees e il bibliotecario Robin Chanter fecero in modo di espandere grandemente la Biblioteca. Quando l'affitto dei locali in Palazzo Antinori scadde, Harold Acton, buon amico di Greenlees, mise a disposizione tre piani di Palazzo Lanfredini, nella riva sud dell'Arno, per ospitare la Biblioteca.
Non c'era però spazio per le lezioni, perciò nel 1964 la Scuola venne trasferita nel Palazzo Spini Feroni, in Piazza Santa Trinita. Tra coloro che figurarono come Governatori c'era anche lo storico dell'arte (ed ex spia) Anthony Blunt. David Rundle, nominato direttore nel 1981, ebbe un trascorso lavorativo presso il British Council e riuscì a creare contatti con il Ministero degli Esteri, mentre l'italianista Frank Woodhouse, proveniente dall'Università di Cambridge, stabilì legami ancora più stretti con la realtà accademica inglese. Nel 1996 la Scuola venne nuovamente trasferita, questa volta a Palazzo dello Strozzino, in piazza Strozzi. Corsi di inglese, italiano e storia dell'arte vengono regolarmente tenuti. L'Istituto è anche Platinum Center autorizzato per gli esami dell'Università di Cambridge ESOL.

## Programma culturale
Tra coloro che in passato hanno tenuto conferenze o pubbliche letture troviamo: Harold Acton, Piero Bigongiari, Quentin Bell, Elizabeth Bowen, Cecil Day Lewis, Edith Evans, Joan Haslip, Francis King, Fosco Maraini, Edwin Muir, Frank Muir, Iris Murdoch, Tim Parks, John Pope Hennessy, Mario Praz, Lorna Sage, Edith Sitwell, Muriel Spark, Robert Speaight, William Trevor, Gore Vidal, Marina Warner, Angus Wilson; in tempi più recenti si contano i nomi di Robin Butler, Geoffrey Hill, Anthony Kenny e Alexander McCall Smith.

## Biblioteca

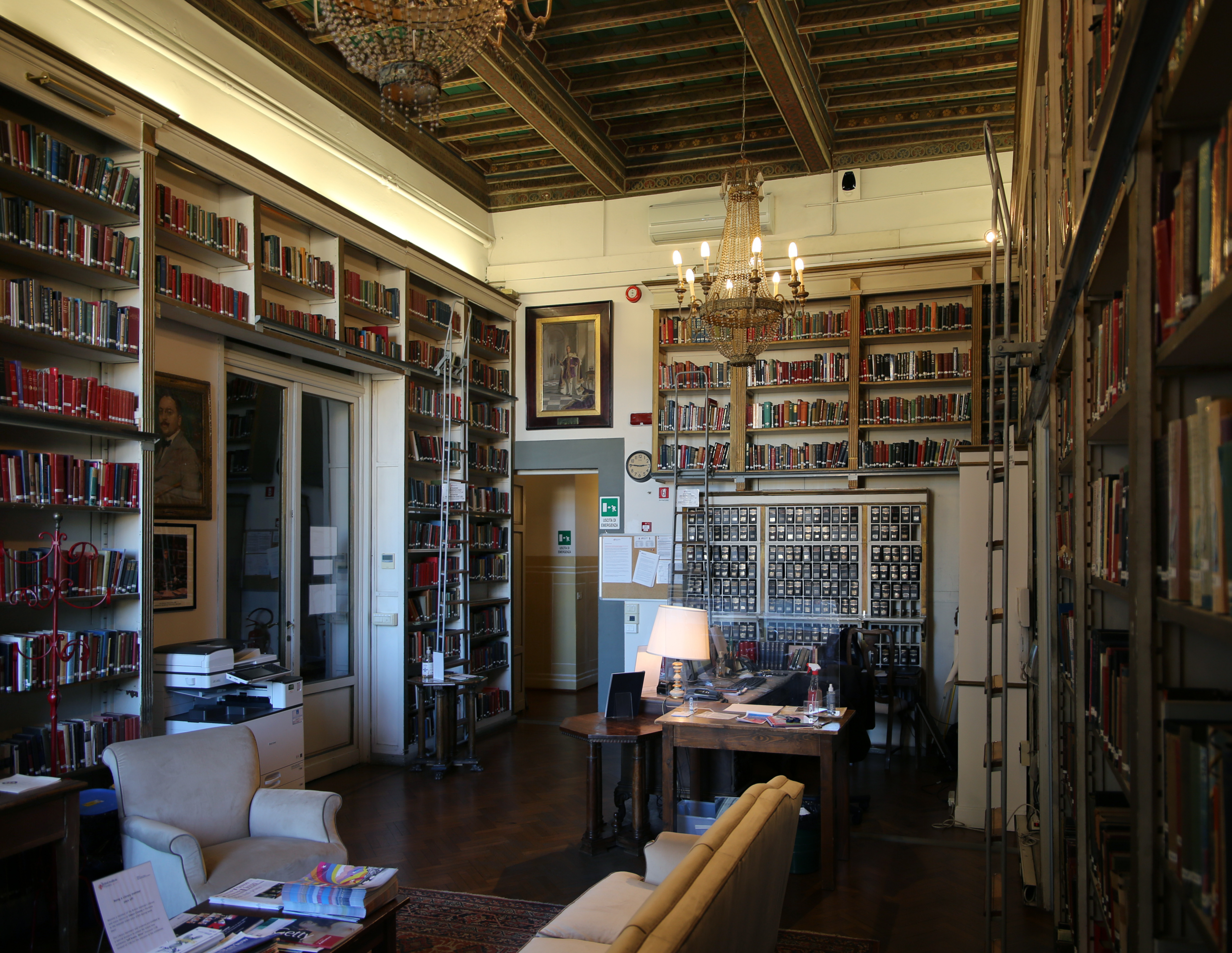
La biblioteca del British Institute of Florence

La Biblioteca, che conta più di 52 000 volumi, è ospitata in tre piani di Palazzo Lanfredini e si ritiene sia la più grande biblioteca di prestito di libri inglesi nell'Europa continentale. Il suo scopo è quello di rappresentare le culture inglesi e italiane. Ci sono estese collezioni di letteratura, storia, musica e storia dell'arte, come pure sezioni più ristrette nei campi della filosofia, della religione, delle scienze sociali e del linguaggio. Nel corso degli anni, ha ricevuto donazioni di personalità quali: Harold Acton, Bernard Berenson, John Buchan, Irene Cooper Willis (Vernon Lee collection), Henry Furst, Victor Gollancz, Dorothy Nevile Lees (Edward Gordon Craig collection), Henry Newbolt, Osbert Sitwell, R.S. Spranger.

## Archivio
A partire dal 2001, si ospita a Palazzo Lanfredini un archivio comprendente non solo il deposito dell'Istituto, ma anche collezioni storiche e letterarie donate nell'andare degli anni, quali quelle di personalità come Craig, Horner, Hutton, Vernon Lee, Macquay e Waterfield collections.